# Praia do Forte

Municipio de Mata de São João.

Praia do Forte es una larga playa brasileña, ubicada a 80 km de la ciudad de Salvador de Bahía al noroeste, bañada por el océano Atlántico. La playa se caracteriza por sus aguas cristalinas, arena blanca, piscinas naturales, ríos y una reserva ecológica de flora y fauna autóctonos del lugar.

## Descripción
Antaño, el pueblo de Praia do Forte solía ser una antigua aldea de pescadores, y aunque conserva su típico estilo rústico, se ha convertido en un importante destino turístico de Brasil. En diciembre del 2008, se abrió el primer y único hotel de siete estrellas de Brasil en esta playa. A pesar de esto, la extensa ribera se mantiene tranquila y serena. El acceso es a pie o ómnibus, solo algunos servicios entran a Praia do Forte, el resto para en la carretera, a tres kilómetros del pueblo. Hay trechos para la práctica de surf y submarinismo o snorkel.

## Clima
Una distintiva característica de este lugar es que se mantiene soleada a lo largo de todo el año, con la diferencia de que en los meses mayo a julio se da la temporada de lluvias. A causa de esto, las actividades y excursiones en la zona varían según la estación del año.